# قطعنامه ۱۳۵۱ شورای امنیت
قطعنامه ۱۳۵۱ شورای امنیت سازمان ملل متحد که در تاریخ ۳۰ مه ۲۰۰۱ تصویب شد، سندی بین‌المللی دربارهٔ بررسی وضعیت خاورمیانه است. این قطعنامه طی نشست ۴۳۲۲ام با ۱۵ رای موافق، ۰ مخالف و ۰ ممتنع تصویب شد.